# 파푸아뉴기니의 경제
파푸아뉴기니의 경제는 대체로 낙후되어 있다. 농업, 임업, 어업 부문과 광물과 에너지 추출 부문이 주를 이룬다. 농업, 임업, 어업 부문이 파푸아뉴기니의 노동력의 대부분을 차지하고, 광물과 에너지 추출 부문이 수출 수익의 대부분을 차지한다.
파푸아뉴기니의 GDP 성장은 추출 산업에 의해 주도되어 왔으며 2000년 중반 이후 1인당 실질 GDP 성장은 평균 4%이다. 그 나라는 석유와 가스의 수익금을 인프라 건설에 투자하면서 상당한 진전을 이루었다. 그 결과, 포트모르즈비와 라에와 같은 주요 도시들은 국제적인 투자자들의 관심을 받았고, 남태평양 지역의 지역 경제 리더로서 국가의 성장에 의해 제시된 기회를 이용할 수 있는 전례 없는 건축 붐을 일으켰다. 이것은 태평양에서 아시아로 가는 관문으로서의 전략적 위치뿐만 아니라 상대적으로 거대한 육지와 인구 통계학적 특성으로 잘 뒷받침된다.
국제 통화 기금(IMF)은 파푸아뉴기니가 가난함에도 불구하고  풍부한 천연자원을 갖고 있지만 험준한 지형과 높은 인프라 개발 비용으로 인해 착취가 저해되고 있다고 보고했다. 농업은 인구의 대다수를 생계 수단으로 제공한다. 석유, 구리, 금을 포함한 광물 매장량이 수출 수익의 72%를 차지한다.
호주의 예산 지원과 세계은행 후원 하에 개발 원조가 경제를 지탱하는 데 도움을 주었다. 호주는 파푸아뉴기니의 가장 큰 원조국으로 2016년에 5억6백만 달러(3억7천6백만 달러)를 원조했다. 1995년, 파푸아뉴기니 정부는 IMF 및 세계은행과 구조 조정 프로그램에 대한 합의에 도달했고, 첫 번째 단계는 1996년에 성공적으로 완료되었다. 1997년 엘니뇨 날씨 패턴으로 인한 가뭄은 농업 기반 경제의 주요 요소이자 수출의 주요 원천인 파푸아뉴기니의 커피, 코코아, 코코넛 생산에 큰 피해를 입혔다. 커피 작물은 1997년에 최대 50%까지 삭감되었다. 가뭄 문제에도 불구하고 1998년 GDP는 소폭 회복되었다. 1999년 성장률은 3.6%로 증가했으며 2000년에는 4.3%로 더 높아질 수 있다.

## 경제
경제는 일반적으로 생계 부문과 시장 부문으로 구분할 수 있지만, 커피, 코코아, 코프라의 소액주 현금 크롭으로 인해 구별이 모호하다. 이 나라 인구의 약 75%가 주로 생계형 경제에 의존하고 있다. 광물, 목재, 어류 부문은 외국인 투자자들이 장악하고 있다. 제조업은 제한적이며, 결과적으로 공식적인 노동 부문도 제한적이다.

## 산업
일반적으로 파푸아뉴기니 경제는 공산품 수입 의존도가 높다. 광업을 제외한 산업 부문은 GDP의 9%에 불과하고 수출에 거의 기여하지 않는다. 소규모 산업은 맥주, 비누, 콘크리트 제품, 의류, 종이 제품, 성냥, 아이스크림, 통조림 고기, 과일 주스, 가구, 합판, 페인트 등을 생산한다. 내수시장이 작고, 상대적으로 높은 임금과 높은 운송비용이 산업발전의 제약요인이다.

## 통신
2007년 하반기까지 파푸아뉴기니의 정보통신기술(ICT) 서비스는 독점 사업자인 텔리콤 파푸아뉴기니(2008년)의 도시 중심부로 제한되었다. 그 후, 아일랜드 소유의 유틸리티 회사인 디지셀은 모바일 시장에 진출하여 전국에 걸쳐 모바일 신호 커버리지를 확장하여 많은 사람들과의 연결을 가능하게 했다. 2014년까지 휴대폰 보급률은 41%에 도달하여 통신 환경의 상당한 변화를 나타냈다. 파푸아뉴기니는 2017년 추산으로 인구 100명당 42.68명의 이동전화 사용자를 보유하고 있다. 파푸아뉴기니는 인구 100명당 0.213명으로 2017년에 추정된 낮은 수준의 광대역통신 흡수율을 가지고 있다.

## 자금
파푸아뉴기니 은행(BPNG)은 파푸아뉴기니의 중앙은행이다. 그것의 주요 기능은 화폐를 발행하고 정부의 은행가이자 금융 대리인 역할을 하는 것이다. 또한 금융 및 기타 금융 서비스를 규제하고 파푸아뉴기니의 금, 외환 및 기타 모든 국제 보유고를 관리한다.
BPNG는 금융포용을 촉진하기 위한 정책 개발에 참여하고 있으며 2008년에 결성된 금융포용을 위한 동맹의 회원이다. 2013년, BPNG는 파푸아뉴기니에 포괄적인 금융 분야를 건설할 수 있는 환경을 조성하기 위한 마야 선언 약속을 했다.
파푸아뉴기니의 통화는 1975년 4월 19일 호주 달러를 대체하기 위해 도입되었다.

## 경제상황
1999년 중반, 파푸아뉴기니의 경제는 위기에 처했다. 파푸아뉴기니의 농업 부문은 1997년 가뭄에서 회복되었고 대부분의 아시아 경제가 1998년 침체에서 회복되면서 목재 가격이 상승하고 있지만, 파푸아뉴기니의 외화 수입은 낮은 세계 광물과 석유 가격 때문에 어려움을 겪었다. 1999년 탐사비용의 광물 추정치는 1997년의 1/3이었다. 이에 따른 외환수익 감소와 자본도피, 일반정부 관리 부실 등으로 파푸아뉴기니의 통화인 키나화 가치가 급락하면서 외환보유액 감소가 위험하게 이어졌다. 키나는 1994년부터 떠다녔다. 대부분의 부문에서 경제 활동이 감소했고, 모든 종류의 수입은 감소했으며, 1998년 21%를 넘었던 인플레이션은 1999년 연간 8%로 둔화되었다.
메케레 모라우타 총리가 1999년 7월 구성한 정부는 이전 정부가 재정적자를 메우기 위해 수용 가능한 상업차관이나 채권매각을 성공적으로 협상하지 못했다는 점을 들어 국제 통화 기금(IMF)과 세계은행에 긴급지원을 성공적으로 요청했다. 기금과 은행의 도움으로, 정부는 거시 경제 안정과 경제 개혁에 상당한 진전을 이루었다.
2019년 현재 경제 회복이 진행 중이라는 통계가 있지만 파푸아뉴기니의 경제는 여전히 어려움을 겪고 있다.

## 같이 보기
- 파푸아뉴기니의 코로나19 범유행